# コノルフィンゲン郡
かつて存在したコノルフィンゲン郡（コノルフィンゲンぐん、独: Amtsbezirk Konolfingen）は、スイスのベルン州にあった郡（Amtsbezirk、アムツ・ベツィルク）。2010年1月1日に他郡と合併してベルン＝ミッテルラント区（Verwaltungskreis Bern-Mittelland）となった。郡都のシュロースヴィルにはシュロース城（Schloss Wil）があり、領主の居城となっていた。213.55 km2の面積に30つの基礎自治体があり、2008年12月31日現在で、57,573人が居住していた。

## 基礎自治体の一覧

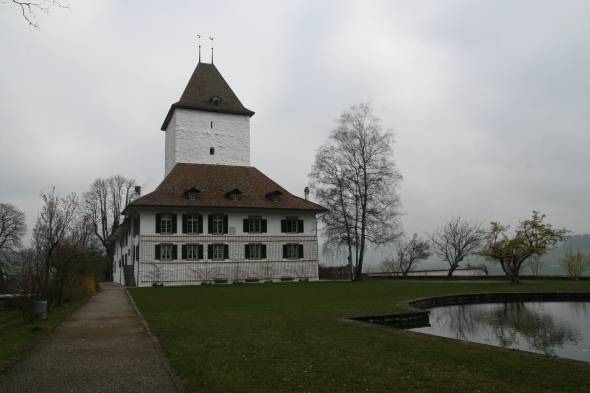
シュロースヴィルのシュロース城
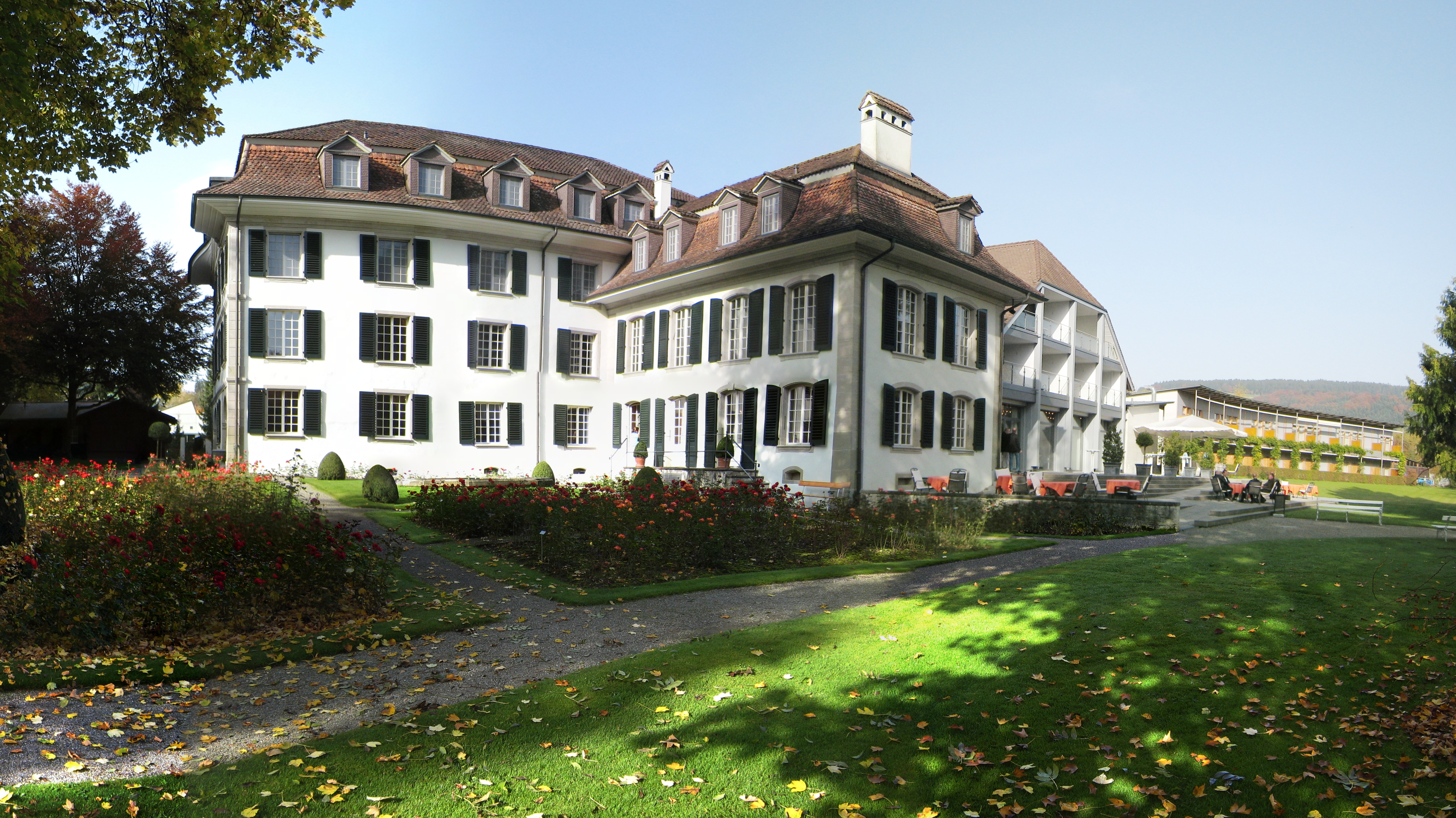
コノルフィンゲン
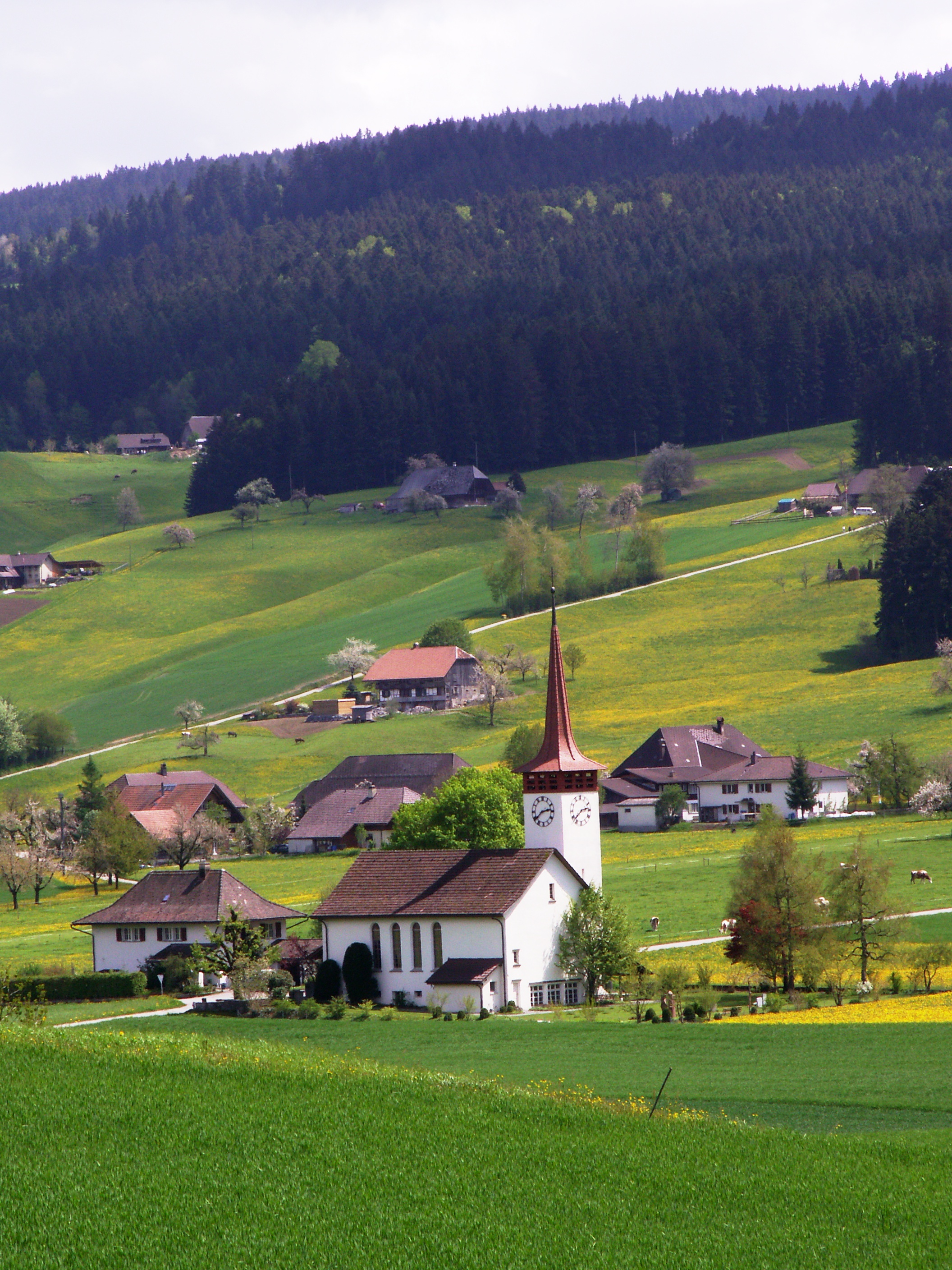
ボーヴィル
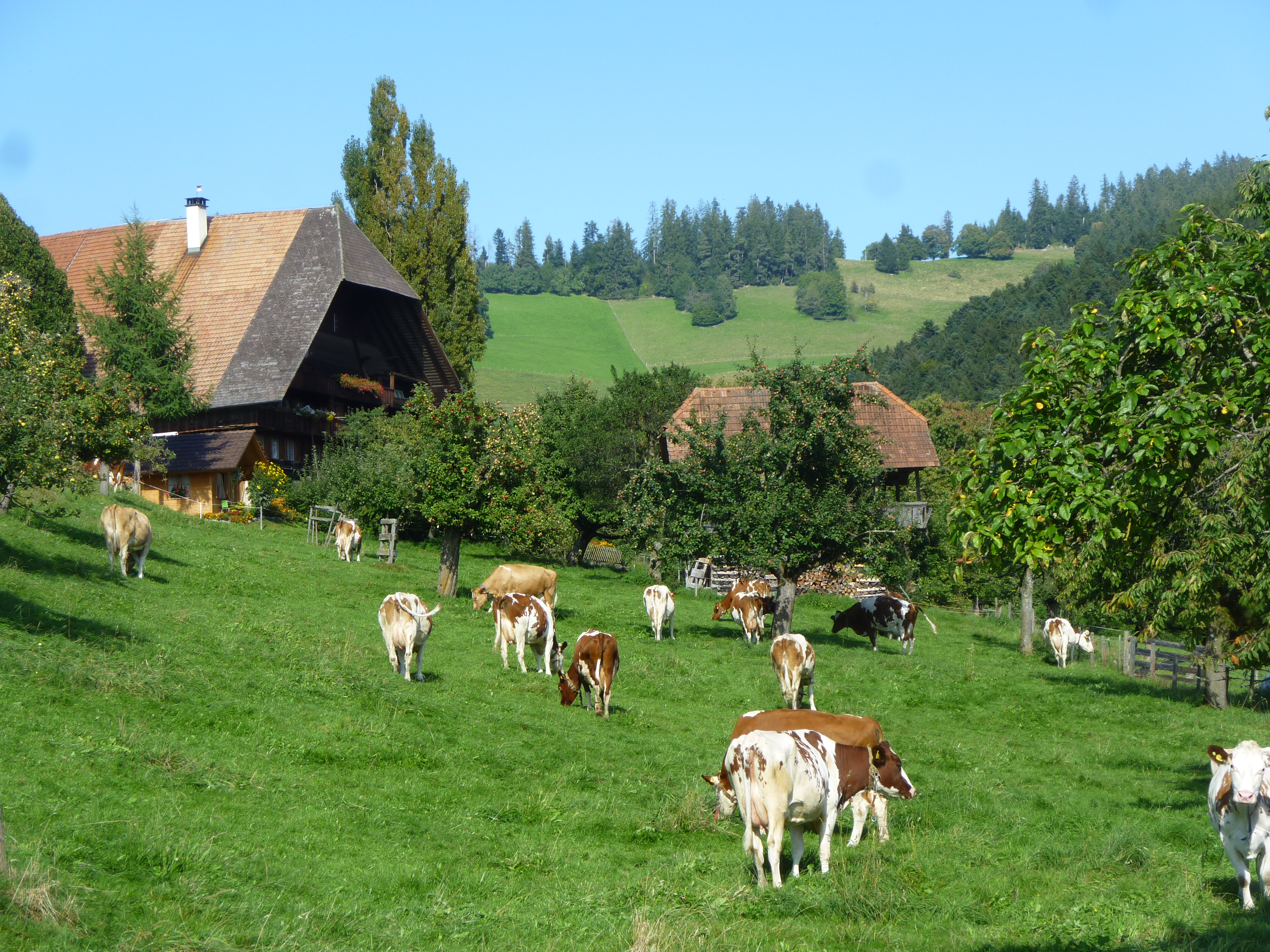
ブライケン・バイ・オーバーディースバッハ

| 名称                                                                      | 人口 2008年 12月31日 | 面積 （km2） | 人口密度 （人/km2） |
| ------------------------------------------------------------------------- | -------------------- | ------------ | ------------------- |
| シュロースヴィル（Schlosswil）                                            | 651                  | 3.46         | 188                 |
| コノルフィンゲン（Konolfingen）                                           | 4,739                | 12.77        | 371                 |
| グロスヘッヘシュテッテン（Grosshöchstetten）                              | 3,168                | 3.47         | 913                 |
| トリムシュタイン（Trimstein）                                             | 480                  | 3.62         | 133                 |
| ヴォルプ（Worb）                                                          | 11,359               | 21.08        | 539                 |
| アルメンディンゲン（Allmendingen）                                        | 498                  | 3.81         | 131                 |
| ルービゲン（Rubigen）                                                     | 2,746                | 6.92         | 397                 |
| ミュンジンゲン（Münsingen）                                               | 11,023               | 8.50         | 1297                |
| テーガーチ（Tägertschi）                                                  | 389                  | 3.62         | 107                 |
| ヴィッヒトラッハ（Wichtrach）                                             | 4,012                | 11.60        | 346                 |
| キーゼン（Kiesen）                                                        | 789                  | 4.69         | 168                 |
| オプリゲン（Oppligen）                                                    | 641                  | 3.40         | 189                 |
| ヘアプリゲン（Herbligen）                                                 | 546                  | 2.76         | 198                 |
| ブレンツィコーフェン（Brenzikofen）                                       | 555                  | 2.19         | 253                 |
| ブライケン・バイ・オーバーディースバッハ （Bleiken bei Oberdiessbach）    | 377                  | 3.40         | 111                 |
| オーバーディースバッハ（Oberdiessbach）                                   | 2,880                | 8.20         | 351                 |
| アエシュレン・バイ・オーバーディースバッハ （Aeschlen bei Oberdiessbach） | 301                  | 4.90         | 61                  |
| リンデン（Linden）                                                        | 1,326                | 13.23        | 100                 |
| ホイトリゲン（Häutligen）                                                 | 231                  | 3.07         | 75                  |
| フライメッティゲン（Freimettigen）                                        | 406                  | 2.96         | 137                 |
| ニーダーヒューニゲン（Niederhünigen）                                     | 647                  | 5.42         | 119                 |
| オーバーヒューニゲン（Oberhünigen）                                       | 344                  | 6.01         | 57                  |
| ミルヒェル（Mirchel）                                                     | 536                  | 2.34         | 229                 |
| ツェッツィヴィル（Zäziwil）                                               | 1,566                | 5.41         | 289                 |
| ボーヴィル（Bowil）                                                       | 1,381                | 14.69        | 94                  |
| オーバータール（Oberthal）                                                | 804                  | 10.54        | 76                  |
| アールニ（Arni (BE)）                                                     | 975                  | 10.43        | 93                  |
| ランディスヴィル（Landiswil）                                             | 641                  | 10.26        | 62                  |
| ビグレン（Biglen）                                                        | 1,740                | 3.59         | 485                 |
| ヴァルクリンゲン（Walkringen）                                            | 1,822                | 17.21        | 106                 |
| 合計 (30)                                                                 | 57,573               | 213.55       | 270                 |

## 基礎自治体の変遷

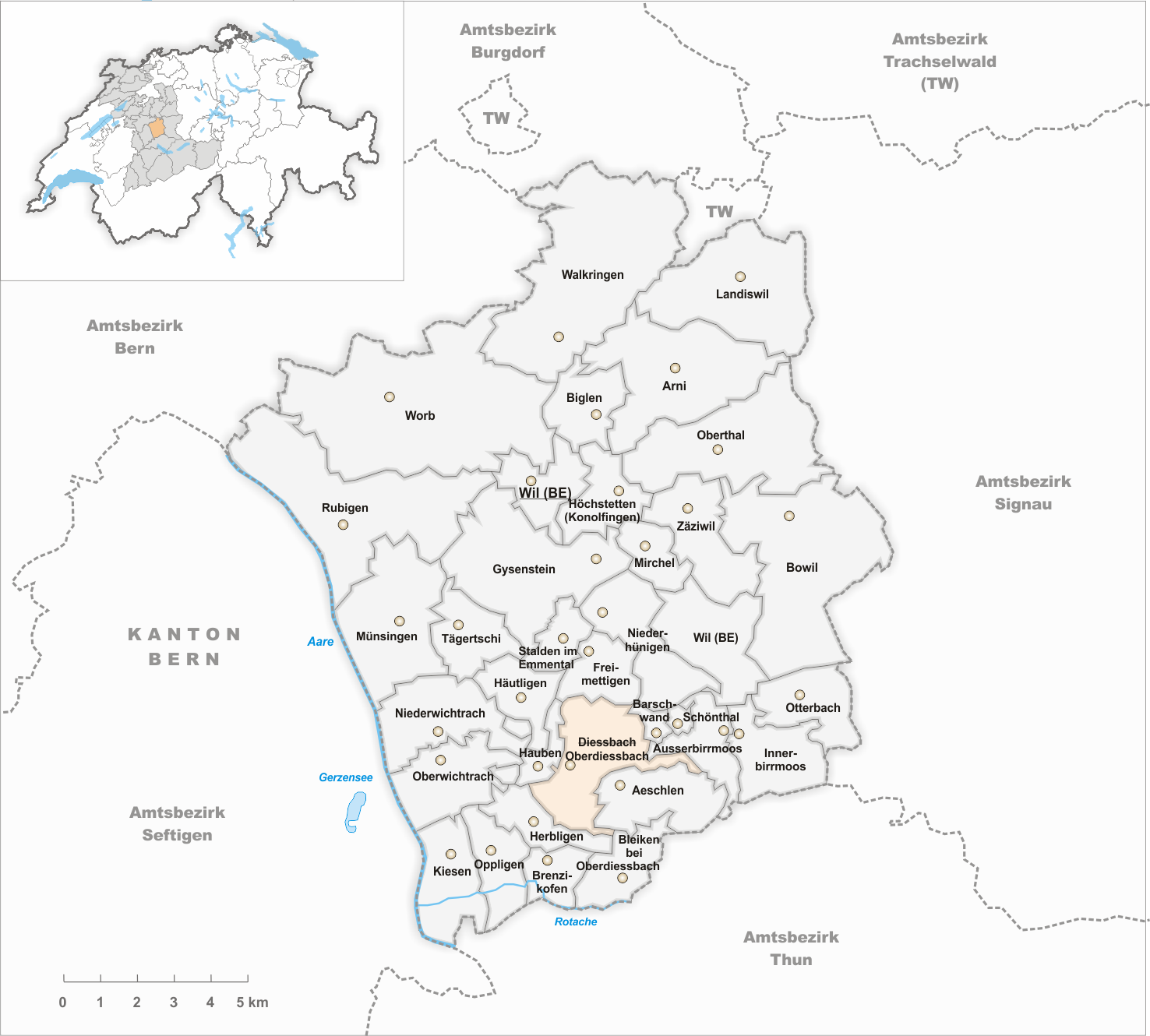
1869年までの自治体
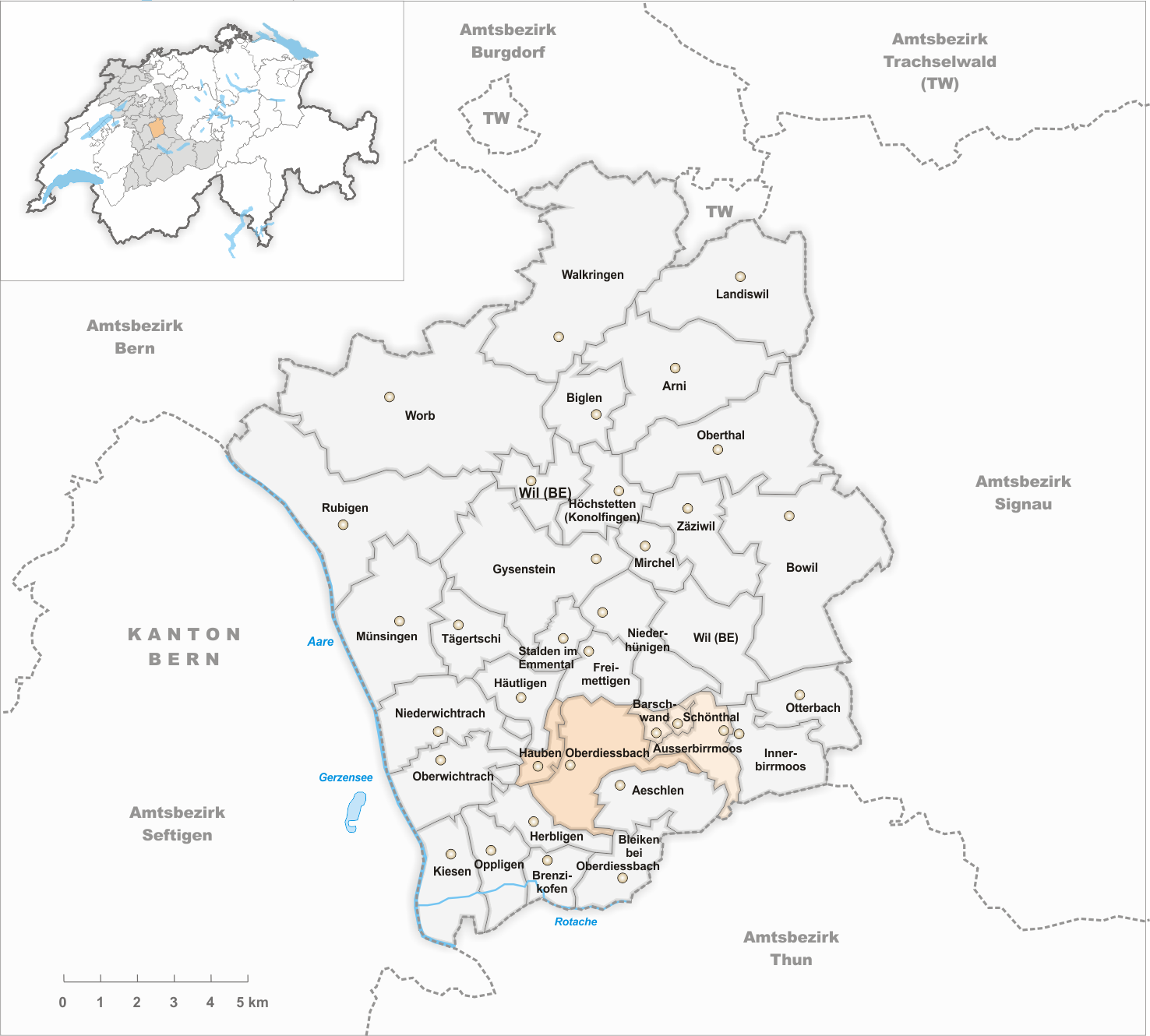
1887年までの自治体
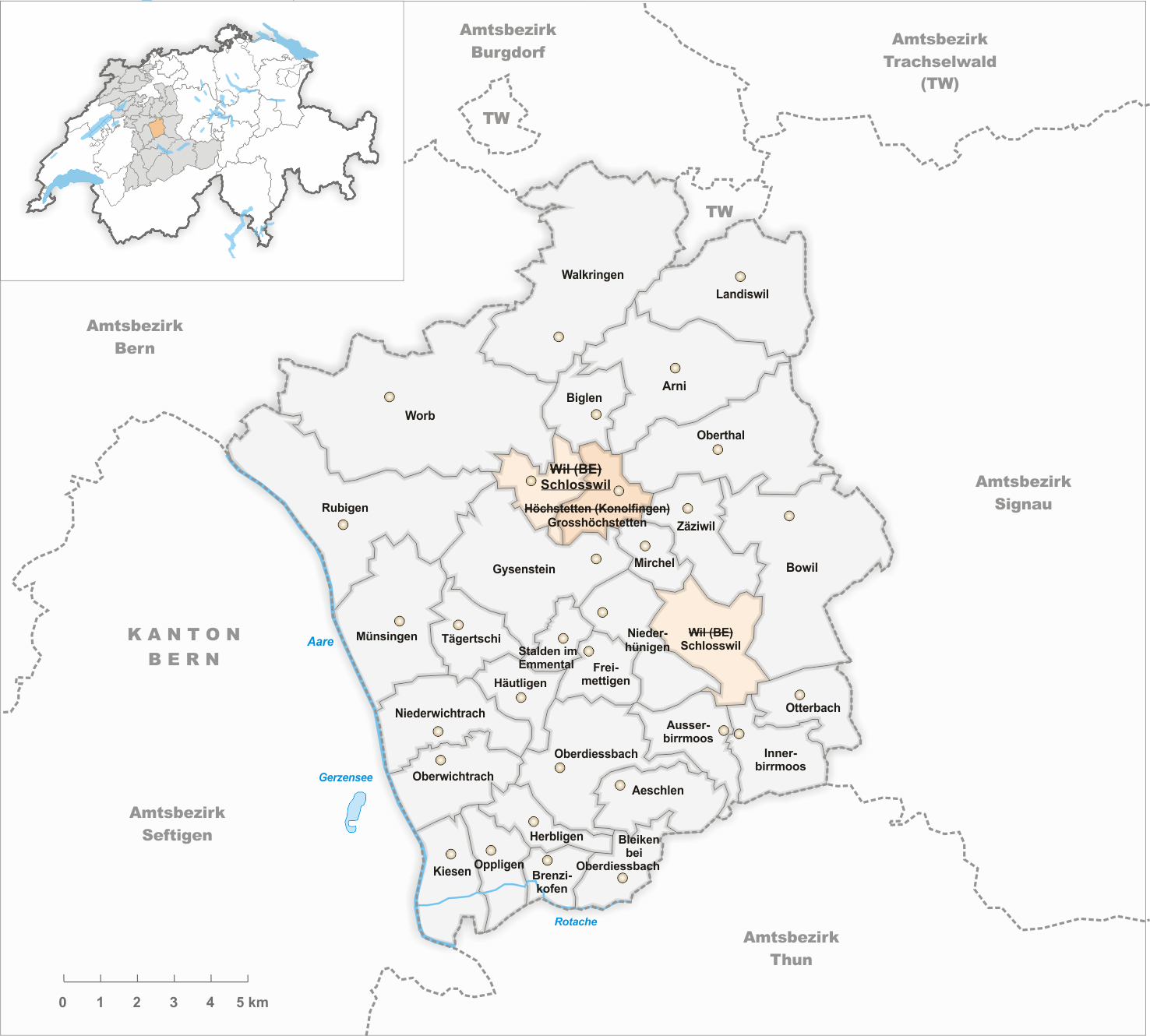
1901年までの自治体
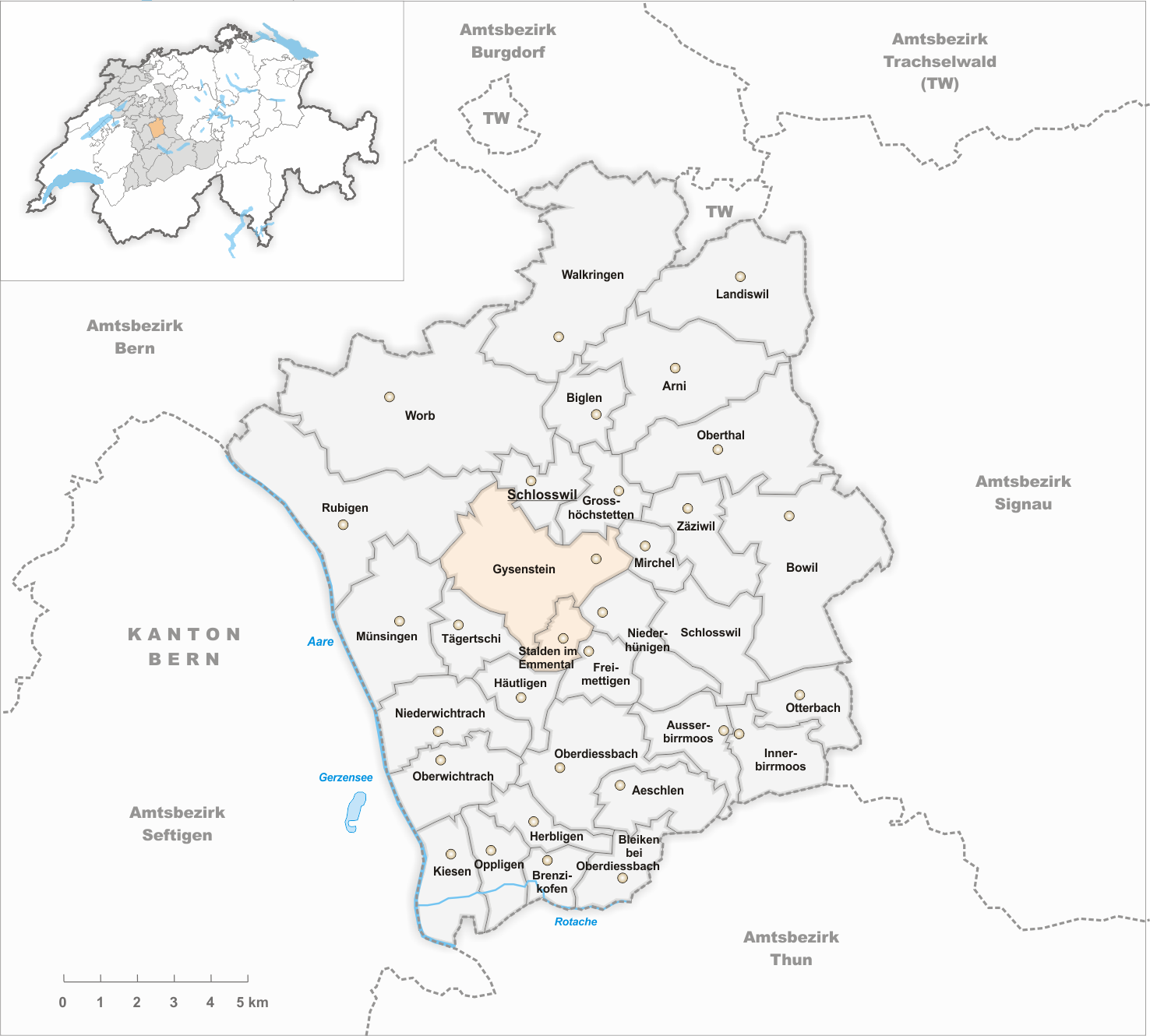
1932年までの自治体
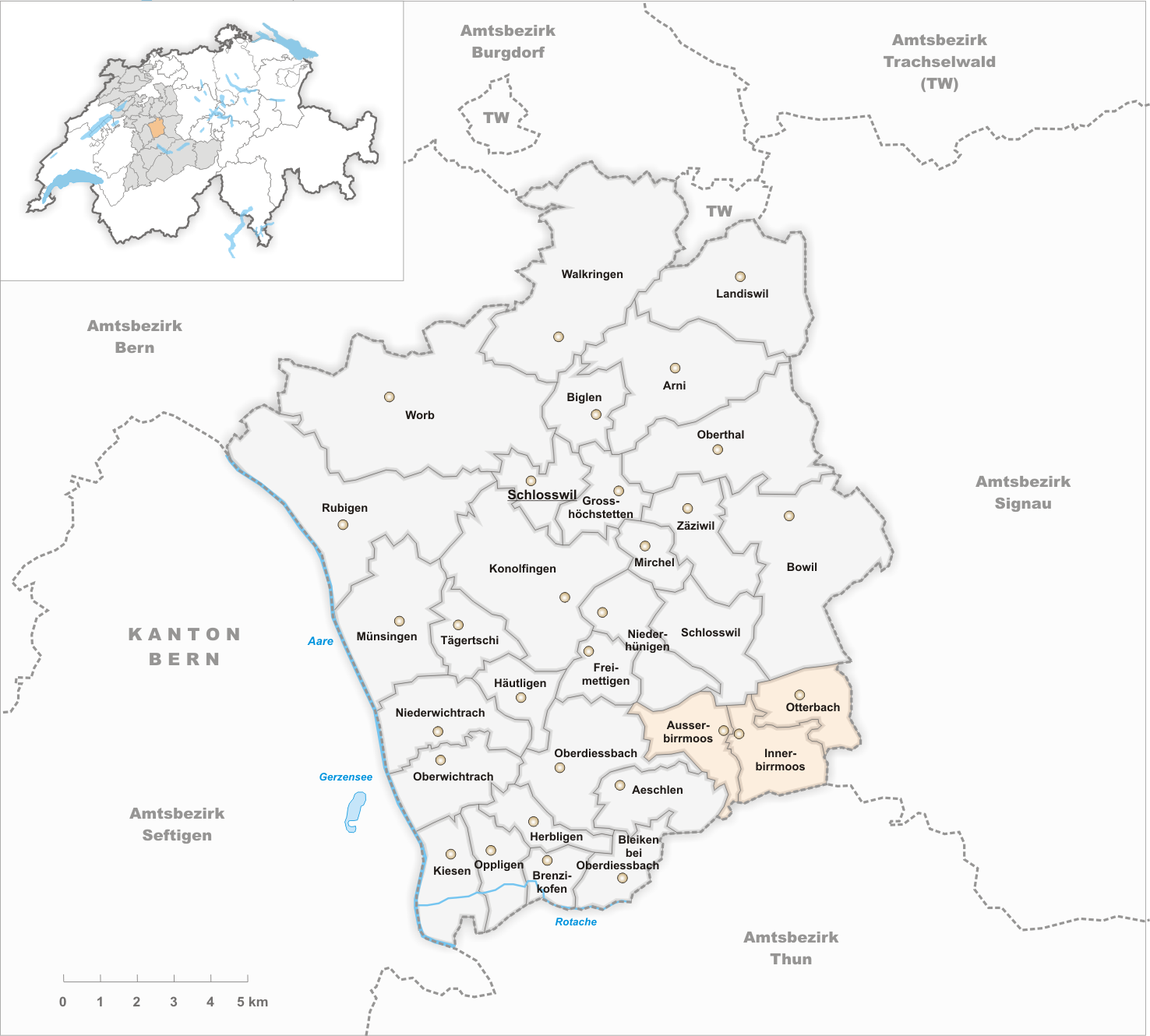
1945年までの自治体
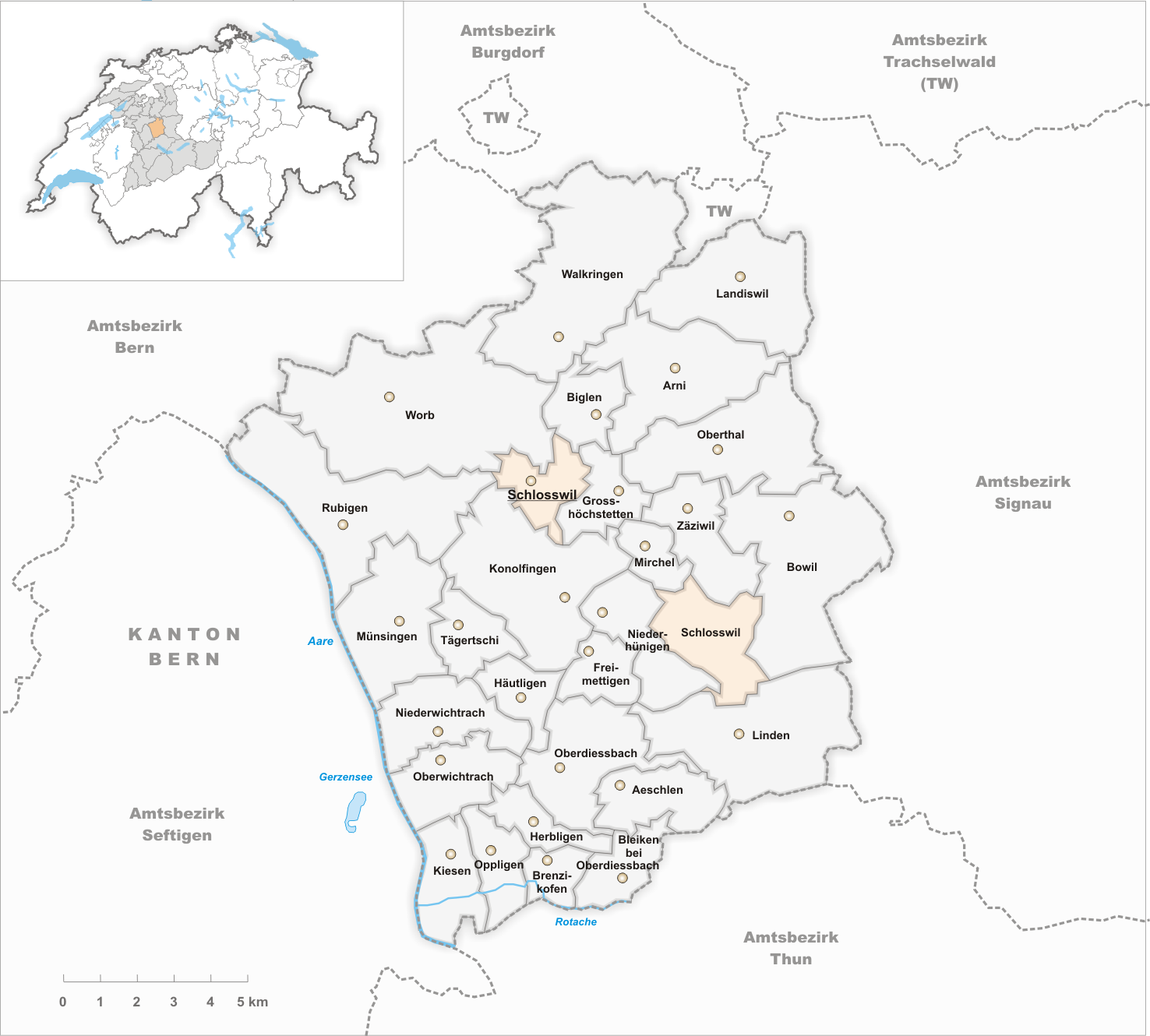
1979年までの自治体
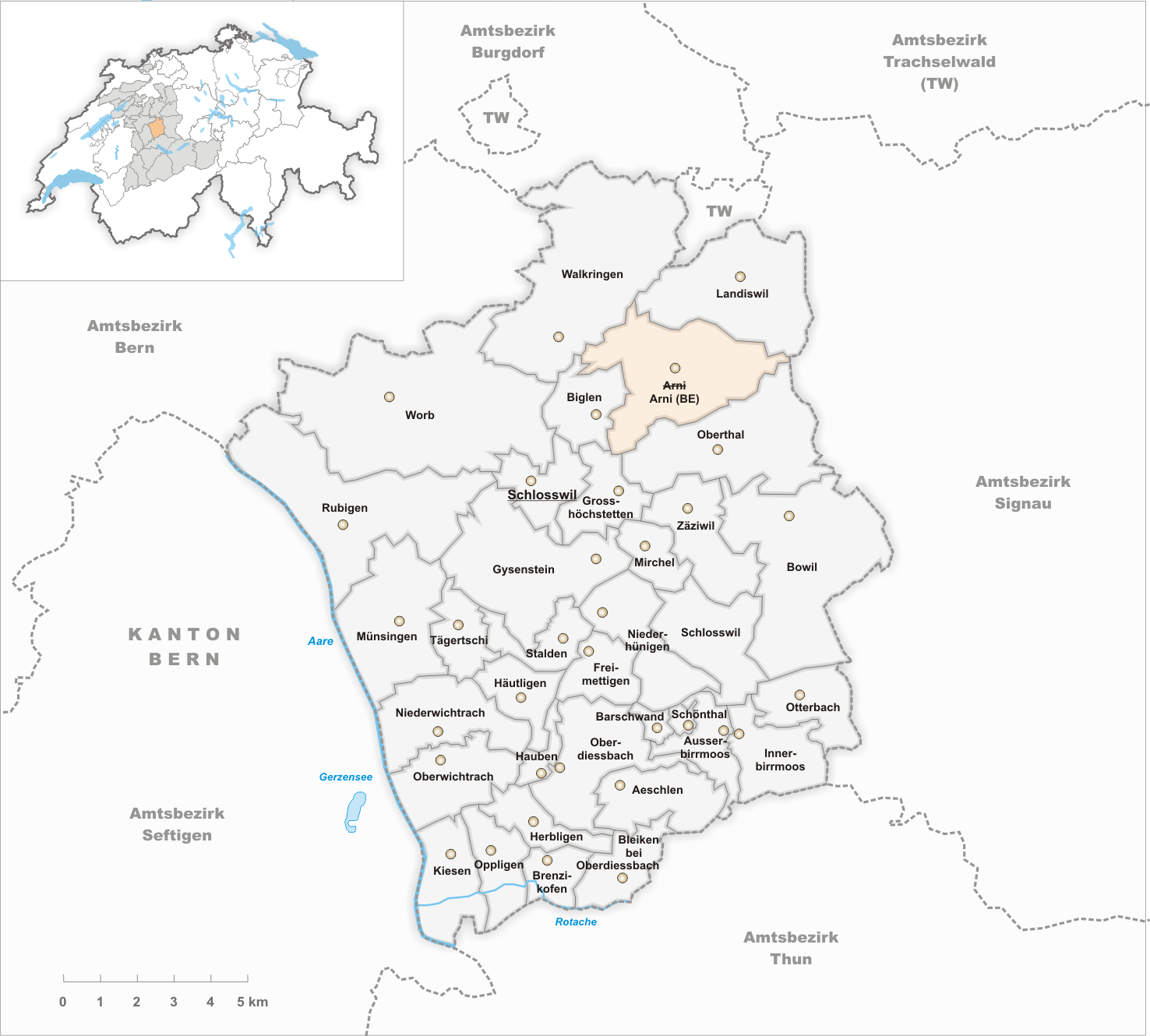
1982年までの自治体
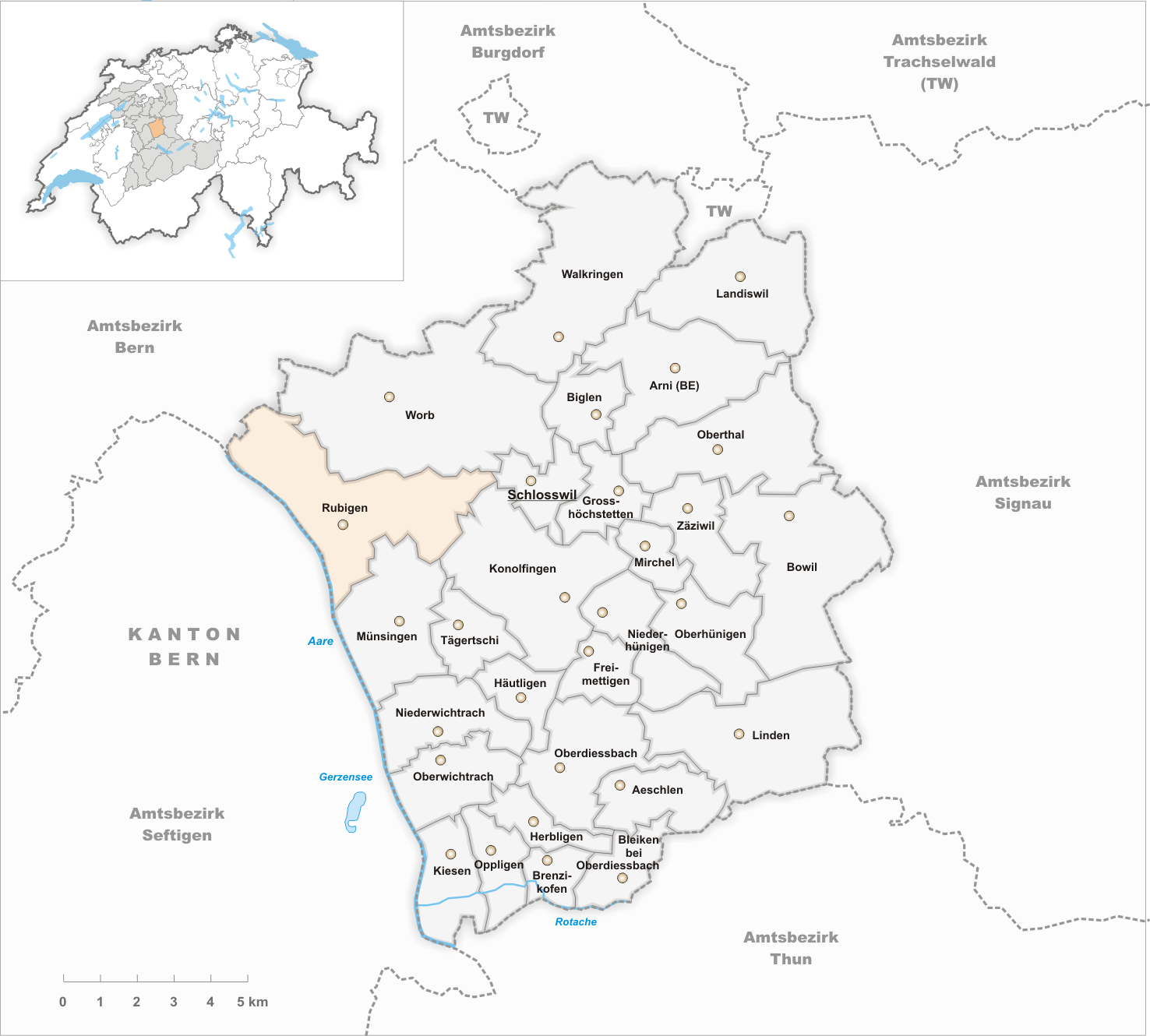
1992年までの自治体
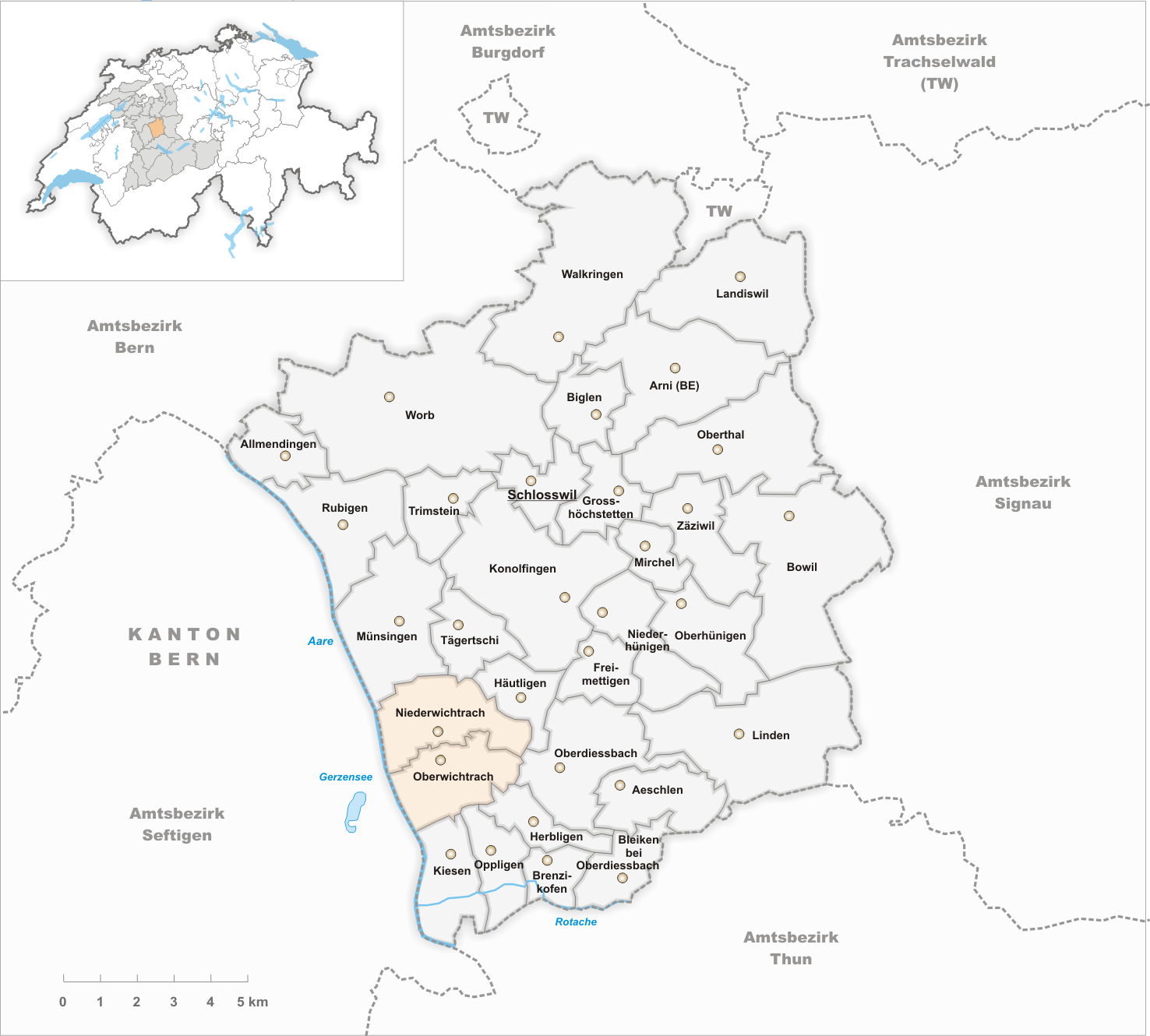
2003年までの自治体
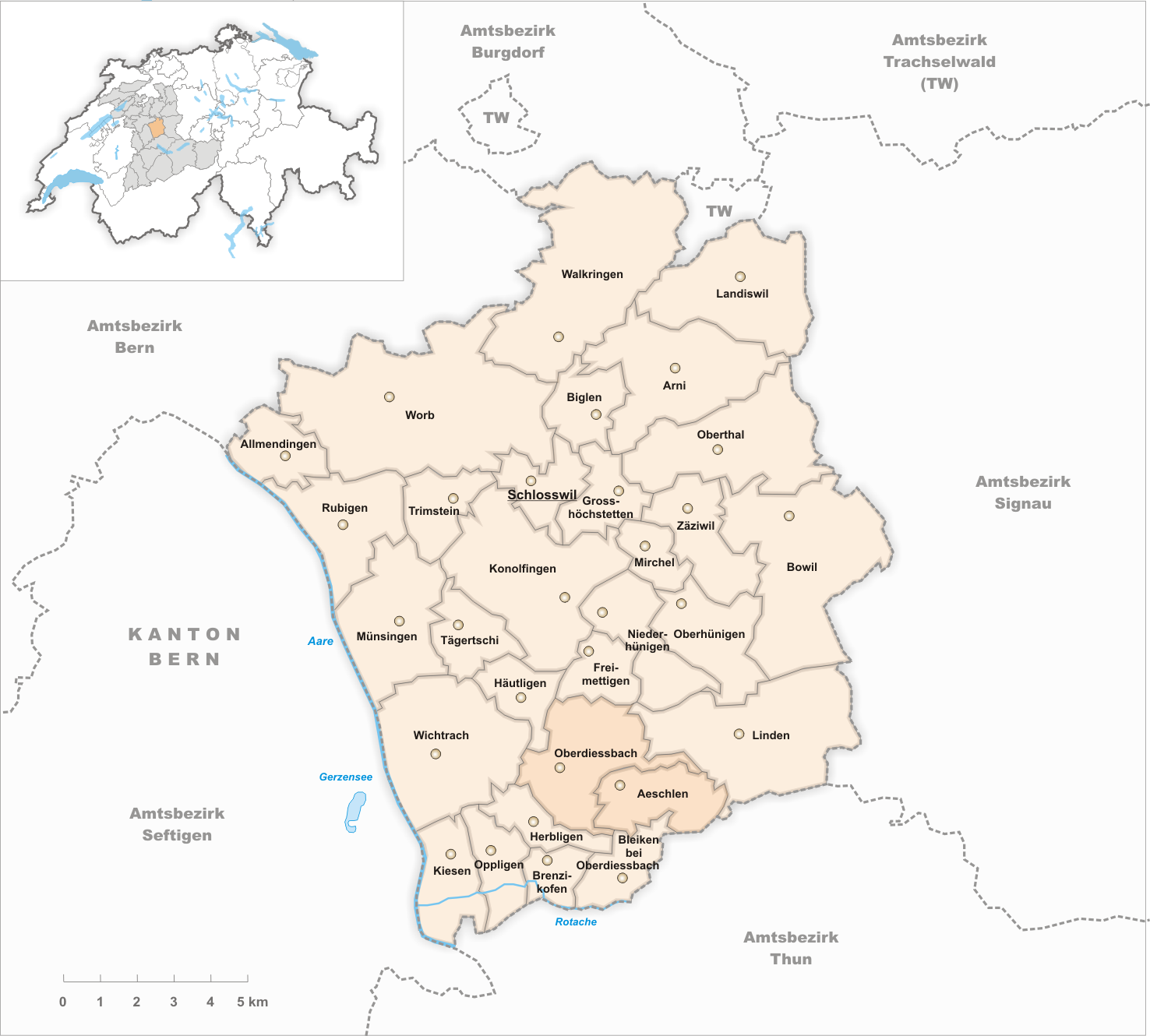
2009年までの自治体

- 1870年: ディースバッハ（Diessbach）がオーバーディースバッハに改称する。
- 1888年: アウッサービールモース、バルシュヴァント（Barschwand）、シェーンタール（Schönthal）が合併してアウッサービールモース（Ausserbirrmoos）となる。
- 1888年: ハウベン（Haubenとオーバーディースバッハが合併してオーバーディースバッハとなる。
- 1902年: ヘッヘシュテッテン（Höchstetten）がグロスヘッヘシュテッテンに改称する。
- 1902年: ヴィール（Wil）がシュロースヴィル（Schlosswil）に改称する。
- 1933年: ギーセンシュタイン（Gysenstein）とシュタルデン・イム・エンメンタール（Stalden im Emmental）が合併してコノルフィンゲンになる。
- 1946年: アウッサービールモース、インナービールモース（Innerbirrmoos）、オッテルバッハ・バイ・オーバーディースバッハ（Otterbach）が合併してリンデン (スイス)となる。
- 1980年: シュロースヴィルからオーバーヒューニゲンが分離する。
- 1983年: アールニの正式名称がアールニ・ベーエー（Arni BE）となる。
- 1993年: ルービゲンからアルメンディンゲン・バイ・ベルンとトリムシュタインが分離する。
- 2004年: ニーダーヴィッヒトラッハ（Niederwichtrach）とオーバーヴィッヒトラッハ（Oberwichtrachが合併してヴィッヒトラッハになる。
- 2010年: アエシュレン・バイ・オーバーディースバッハとオーバーディースバッハが合併してオーバーディースバッハになる。
- 2010年: コノルフィンゲン郡全域がベルン＝ミッテルラント区となる。